# Xuxa Festa (Tour)
"Xuxa Festa" foi a décima quinta turnê de Xuxa e tinha como base a sexta edição do Xuxa Só para Baixinhos que reuniu regravações de grandes sucessos da Rainha dos Baixinhos. O show estreou no dia 21 de outubro de 2006 no Rio de Janeiro e se encerrou em 10 de outubro de 2009 na Angola.
No Brasil, a turnê rodou apenas por capitais como São Paulo, Belo Horizonte e Rio de Janeiro. Em 2008, a turnê foi lançada em DVD.

## Sobre a turnê
Cada uma das músicas recebeu atenção especial com coreografias criadas por Fly e suporte de Dani Lima. Vale ressaltar ainda os efeitos cenográficos com bolas gigantes, fantasias de índio e um dragão de 5 metros por 4 metros em material inflável importado da China. Com direção artística de Gringo Cardia, o espetáculo trazia acrobatas, skatistas, patinadores, dançarinos e ginastas, além de praticantes de bike e rapel.
O espetáculo arrojado e inovador trazia diversas modalidades de esportes radicais num cenário totalmente urbano, formado por uma pista de skate e edifícios confeccionados com plotagem e armação em madeira. Para completar a cenografia, um telão em high definition de 6,60 metros por 4,5 metros exibia imagens animadas.
Antes da loira cantar Libera Geral, era exibido um vídeo da campanha Não Bata, Eduque junto com a atriz Bruna Marquezine.
A turnê havia sido encerrada em dezembro de 2007, porém após o pedido do Afroreggae, a loira fez mais uma apresentação da turnê no projeto Conexões Urbanas no Rio de Janeiro em maio de 2008. Após esse convite, surgiram outras propostas para realizar o show, o que fez com que ele se estendesse até outubro de 2009.

## Setlist

### 2006 e 2007
1. Ilariê
2. Dança da Xuxa
3. Doce Mel (Bom Estar Com Você)
4. Brincar de Índio
5. Hoje É Dia de Folia
6. Abecedário da Xuxa
7. Festa
8. Bombando Brinque
9. Tindolelê
10. Lua de Cristal
11. Pinel por Você
12. Libera Geral
13. A Vida é Uma Festa
14. Tô de Bem com a Vida
15. Xuxalelê
16. Arco-Íris
17. Megamix XSPB I e II

### 2008
1. Ilariê
2. Dança da Xuxa
3. Doce Mel (Bom Estar Com Você)
4. Brincar de Índio
5. Hoje É Dia de Folia
6. Abecedário da Xuxa
7. Festa
8. Bombando Brinque
9. Tindolelê
10. Lua de Cristal
11. Pinel por Você
12. Libera Geral
13. A Vida é Uma Festa
14. Pique Alto
15. Tô de Bem com a Vida
16. Xuxalelê
17. Arco-Íris
18. Megamix XSPB I e II

## Primeiro Show
No dia 12 de outubro de 2006, em pleno dia das crianças, Xuxa realizou um show no Rio de Janeiro para comemorar os seus 20 anos de Rede Globo. O evento nada mais era que uma prévia da turnê Xuxa Festa que se iniciaria no final daquele mês, naquele mesmo local que teria seu nome alterado para Claro Hall.
O show comemorativo, onde apenas convidados, alguns fãs e os vencedores de um concurso promovido pelo Jornal Extra conseguiram assistir, contou com a participação de Ivete Sangalo na música Festa e de Sasha em Lua de Cristal. A atriz Bruna Marquezine participou da abertura do espetáculo com um lindo texto sobre a carreira de Xuxa e voltou no encerramento para entregar um troféu pelos seus 20 anos de Globo.

## Shows especiais

### Live Earth
No dia 7 de julho de 2007, Xuxa participou do espetáculo Live Earth que tinha como objetivo chamar a atenção da população mundial para o aquecimento global. Representante da campanha no Brasil, a loira se apresentou na Praia de Copacabana para 400 mil pessoas em uma pequena participação cantando Tesouro sem Fim e Xuxa Megamix I e II.

### Conexões Urbanas
No dia 3 de maio de 2008, Xuxa participou da comemoração dos 15 anos do grupo Afroreggae realizando o show na favela Vila Vintém, em Padre Miguel, na Zona Oeste do Rio de Janeiro. Durante a terceira música, ocorreu uma queda de luz. Em consideração ao seu público, Xuxa recomeçou todo o espetáculo, refazendo até mesmo a abertura.

### Aniversário de Brasília
No dia 21 de abril de 2009, a loira foi convidada para ser a atração principal do aniversário da capital do Brasil. O show reuniu 1 milhão de pessoas, público recorde em um show da Xuxa. No fim do espetáculo, a loira cantou Parabéns da Xuxa para a cidade. Trechos desse show foram publicados no Xuxa.com.

## Shows internacionais

### África
No dia 10 de outubro de 2009, Xuxa apresentou a turnê na Angola no Dia da Amizade Angola Brasil, um evento da TV Globo Internacional em parceria com a Televisão Pública de Angola (TPA) e a Promoangol. A festa reuniu 20 mil pessoas no Estádio dos Coqueiros, em Luanda e foi transmitido ao vivo.

### Argentina
Xuxa faria 6 apresentações na Argentina entre julho e agosto de 2011. Nos shows, a loira apresentaria as músicas do Xuxa Fiesta que seria lançado naquele período, além das canções do Solamente para Bajitos. Os ingressos de um dos shows no Luna Park.

### Japão
Em setembro de 2011, Xuxa participaria do Brazilian Day como um dos destaques da festa. Seria realizada uma seleção no país para bailarinos do show que seria comandada pelo coreógrafo Fly, além de uma promoção em que crianças poderiam conhecer a loira no camarim antes do espetáculo. Por conta das previsões de um tufão em Tóquio, onde aconteceria o show, Xuxa decidiu cancelar sua participação.

## DVD
Em junho de 2008, o registro da turnê foi lançado em DVD pela Som Livre. Xuxa Festa - Ao Vivo conquistou o primeiro lugar na lista de vendas em sua semana de lançamento, vendendo no total 42.500 cópias.

## Datas
| Data                   | País   | Cidade         | Local                     |
| ---------------------- | ------ | -------------- | ------------------------- |
| 21 de outubro de 2006  | Brasil | Rio de Janeiro | Claro Hall                |
| 22 de outubro de 2006  | Brasil | Rio de Janeiro | Claro Hall                |
| 18 de novembro de 2006 | Brasil | São Paulo      | Credicard Hall            |
| 19 de novembro de 2006 | Brasil | São Paulo      | Credicard Hall            |
| 17 de abril de 2007    | Brasil | Rio de Janeiro | Citibank Hall             |
| 26 de maio de 2007     | Brasil | Belo Horizonte | Ginásio do Mineirinho     |
| 20 de outubro de 2007  | Brasil | Rio de Janeiro | Citibank Hall             |
| 21 de outubro de 2007  | Brasil | Rio de Janeiro | Citibank Hall             |
| 10 de novembro de 2007 | Brasil | São Paulo      | Credicard Hall            |
| 11 de novembro de 2007 | Brasil | São Paulo      | Credicard Hall            |
| 14 de dezembro de 2008 | Brasil | Brasília       | Ginásio Nilson Nelson     |
| 21 de abril de 2009    | Brasil | Brasília       | Esplanada dos Ministérios |
| 10 de outubro de 2009  | Angola | Luanda         | Estádio dos Coqueiros     |

OBS: Lista de datas incompleta

## Ficha Técnica
- Elenco: Isabela Mesquita, Vítor Sena, Thalia Fernandes, Luma Antunes e Eike Duarte
- Assessoria de Imprensa: Mônica Muniz
- Produtor: Luiz Cláudio Lopes Moreira
- Direção: Gringo Cardia e Xuxa Meneghel
- Realização: Xuxa Produções